# Alice Reynolds
Alice Louise Reynolds (née le 1er avril 1873 à Salt Lake City, morte le 5 décembre 1938) est la première femme professeure de l'Université Brigham Young (UBY). Elle fait partie de la liste des meilleurs professeurs du XXe siècle de cette université, selon un article publié dans le magazine de l'UBY. Elle est la deuxième femme à avoir été professeure d'université en Utah.

## Enfance et éducation
Alice est née à Salt Lake City, dans l'Utah, aux États-Unis. Son père est George Reynolds et sa mère Mary Ann Tuddenham. Son père était partie prenante des Autorités générales de l'Église de Jésus-Christ des saints des derniers jours, et il a travaillé comme secrétaire de la Première Présidence de l'Église pendant des années. Lorsque Alice avait six ans, son père a été emprisonné car il pratiquait la polygamie.
La sœur de son père, sa tante Julia Reynolds, a aidé à élever Alice qui aimait lire et passer du temps avec les adultes:9. Alors qu'elle a douze ans, sa mère décède durant un accouchement:15. 
Le père d'Alice l'envoie alors, avec sa sœur cadette Florence, à l'Académie Brigham Young pour leur éducation au lycée:16. Alice y est inspirée par l'un de ses professeurs, le chef d'établissement Karl G. Maeser. Elle obtient une licence universitaire de l'Académie Brigham Young en 1890.
Alice enseigne pendant deux ans, puis le président de l'Académie Brigham Young, Benjamin Cluff, lui demande d'ouvrir un département de littérature:280. Alice Reynolds va alors fréquenter l'Université du Michigan de 1892 à 1894 pour y étudier la littérature. À son retour, elle devient professeure d'université à l'Académie Brigham Young.
Plus tard, Reynolds poursuit son éducation à l'Université de Chicago, à l'Université Cornell, l'Université de Californie à Berkeley et à l'Université Columbia:280. Elle voyage également en Europe quatre fois:38.

## Carrière

### Enseignement

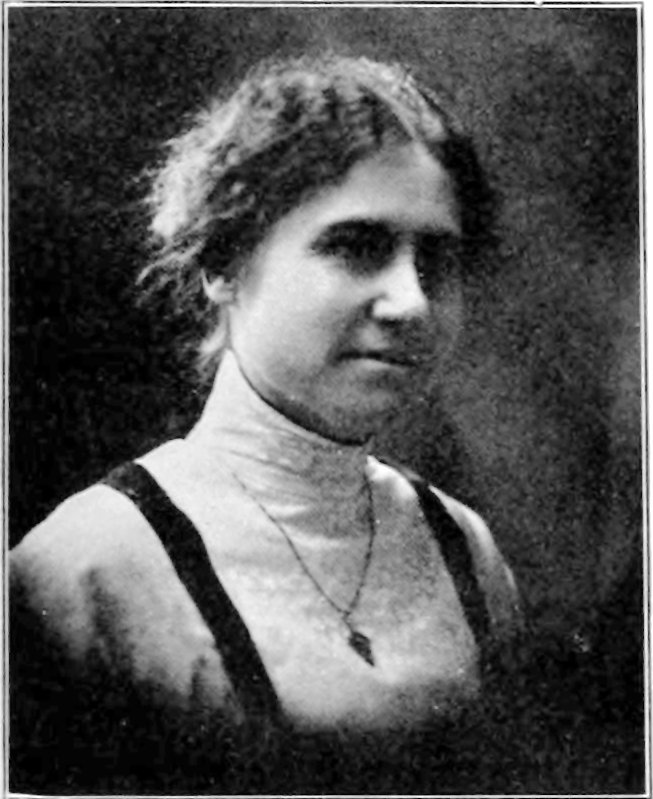
Alice Reynolds en 1914

Reynolds a été professeure d'anglais pendant 44 ans. Elle est devenue la première femme professeure d’université à BYU Elle a enseigné à environ 5 000 étudiants plus de 20 cours d'anglais différents. Son côté « tête en l'air » est connu à BYU : selon ses étudiants, il lui serait arrivé de percuter un troupeau de vaches en marchant un livre à la main ou encore d'apporter une bouilloire au travail à la place de son sac à main:279,,.
Reynolds a également été rédactrice en chef pour le magazine de la Société de Secours de 1923 à 1930 et a écrit pour d'autres magazines. Elle participe aussi au bureau général de la Société de Secours pour l'Église SDJ pendant sept ans.

### Contributions à la bibliothèque
Pendant qu'elle travaille à l’Académie Brigham Young, Reynolds devient présidente du comité pour établir la bibliothèque, poste qu'elle occupera pendant 19 ans. Elle organisa un grand gala de bienfaisance pour obtenir 1 200 livres à ajouter à la bibliothèque universitaire. Au cours de sa vie, elle organisa plusieurs autres campagnes pour aider la bibliothèque à atteindre les 100 000 volumes. Grâce aux efforts du club, plus de 10 000 volumes ont été donnés à la bibliothèque de l'Université Brigham Young.